# Veronika Pompeová
Veronika Pompeová (* 30. září 1985, Jeseník) je česká modelka, I. vicemiss České republiky a Miss Sympatie České republiky 2007.

## Život
Vystudovala Soukromá SOŠ v Jeseníku v oboru Obchodní akademie. Poté vystudovala VOŠ ekonomikou v Praze v oboru Firemní ekonomiku v globálním ekonomickém prostředí. Ovládá anglická a německý jazyk.
Stala se Miss Eurosport 2003. Přihlásila se do soutěže krásy Miss České republiky, kde získala titul I. vicemiss ČR 2007 a Miss Sympatie ČR 2007. Poté nás reprezentovala na mezinárodní soutěži krásy Miss International v Japonsku, kde se probojovala do TOP 15.